# 요메사카 쇼타
요메사카 쇼타(일본어: 嫁阪 翔太, 1996년 10월 19일 ~ )는 일본의 축구 선수이다.

## 구단 경력
그는 2015년부터 J리그의 감바 오사카, 이와테 그루자 모리오카에서 뛰었다.